# Romanos 8
Romanos 8 é o oitavo capítulo da Epístola aos Romanos, de autoria do Apóstolo Paulo, no Novo Testamento da Bíblia.

## Manuscritos
- O texto original é escrito em grego Koiné.
- Alguns dos manuscritos que contém este capítulo ou trechos dele são:
  - Papiro 27
  - Codex Vaticanus
  - Codex Sinaiticus
  - Codex Alexandrinus
  - Codex Ephraemi Rescriptus
- Este capítulo é dividido em 39 versículos.

## Estrutura
A Tradução Brasileira da Bíblia organiza este capítulo da seguinte maneira:
- Romanos 8:1-11 - A vida no Espírito. Os frutos da encarnação. A vida da carne e a vida do Espírito
- Romanos 8:12-17 - Filhos e herdeiros
- Romanos 8:18-25 - Os sofrimentos do presente conduzem à glória do futuro
- Romanos 8:26-30 - O auxílio do Espírito
- Romanos 8:31-39 - As provas e a certeza do amor de Deus